# Gigantodax bolivianus
Gigantodax bolivianus är en tvåvingeart som beskrevs av Günther Enderlein 1925. Gigantodax bolivianus ingår i släktet Gigantodax och familjen knott. Inga underarter finns listade i Catalogue of Life.